# Agualva (Praia da Vitória)
Agualva ist eine portugiesische Gemeinde (Freguesia) im Kreis (Município) Praia da Vitória auf der Azoren-Insel Terceira. In ihr leben 1235 Einwohner (Stand 19. April 2021).

## Persönlichkeiten
- Valentim Fagundes de Meneses (* 1953), römisch-katholischer Ordensgeistlicher und Bischof von Balsas